# Zacharias Heinesen
Zacharias Heinesen (Tórshavn, 19 de juny de 1936) és un pintor paisatgista feroès. És fill de l'escriptor i artista William Heinesen. Zacharias Heinesen és considerat una figura central de la pintura feroesa. Les seves obres inclouen pintures a l’oli, aquarel·les, dibuixos, xilografies, litografies i collages de paper.
Va estudiar a la Myndlistaskóli Íslands (acadèmia d'art) de Reykjavík entre 1957 i 1958, i entre els anys 1959 i 1963 va estudiar a la Reial Acadèmia d'Art Danesa de Copenhaguen. El 1962 va tornar a Tórshavn i va obrir un estudi situat dalt d'un turó amb vistes a la ciutat i el port. Aquesta visió grandiosa té una posició central en els motius del pintor.
Al llarg dels anys ha realitzat diverses exposicions i les seves pintures es troben a diversos museus, inclosa Vár, la seva pintura de 1987 que representa un poble feroès a la primavera, que es pot veure al Listasavn Føroya (Museu d'art de les Illes Fèroe) de Tórshavn.
Les seves pintures van aparèixer en una sèrie de segells al juny del 2001. El seu treball també és present a les 200 emissions de bitllets de corones feroeses del 2004.
El 1986 li van concedir el premi Henry Heerup i el 2006 va ser guardonat amb el Premi Cultural de les Illes Fèroe.

Pintures de Heinesen plasmades en segells feroesos.
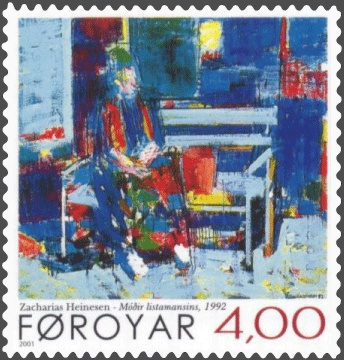
La mare de Heinesen. Segell de correus del 2001.
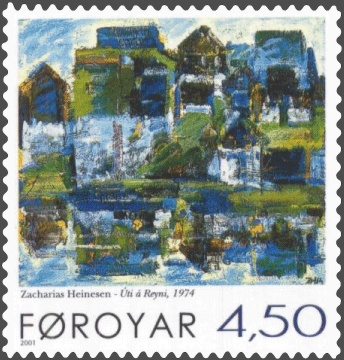
Úti á Reyni. Segell de correus del 2001.
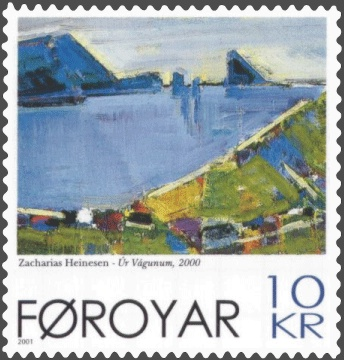
Vista de Tindhólmur des de Vágar. Segell de correus del 2001.
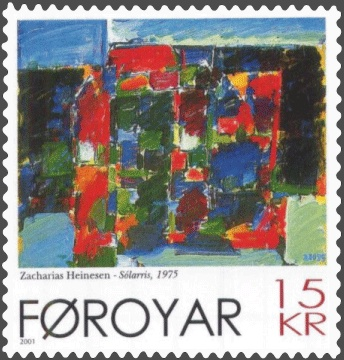
Dortida del sol. Segell de correus del 2001.
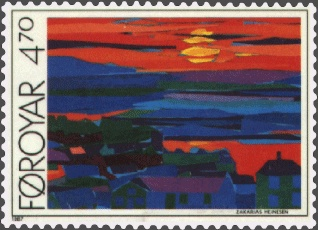
Eystara vág, la badia est de Tórshavn. Segell de correus del 1987.